# John Quincy Adams (Maler)
John Quincy Adams (* 23. Dezember 1873 in Wien; † 15. März 1933 ebenda) war ein österreichischer Maler.

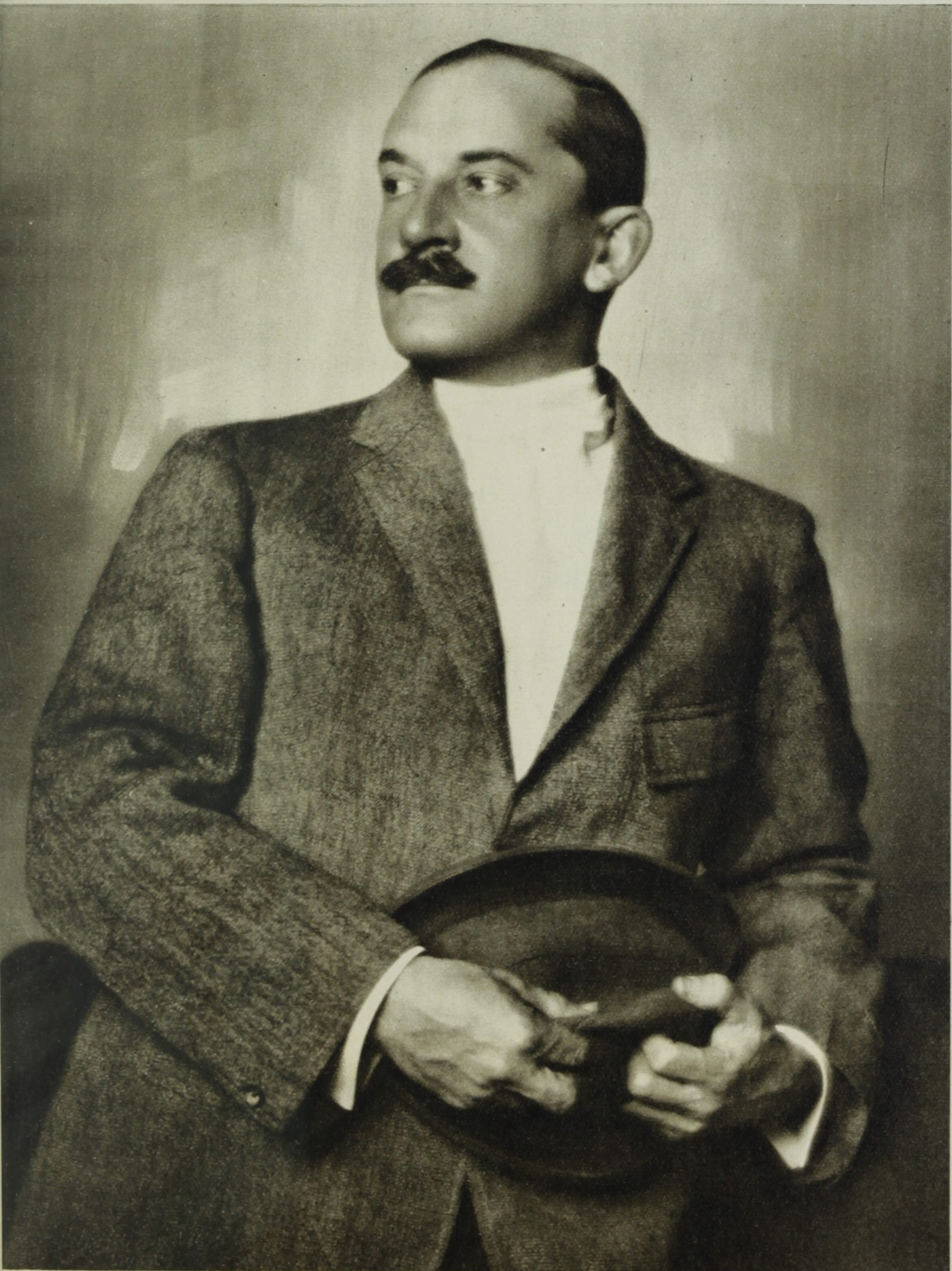
Fotografie (Edith Barakovich, um 1930)

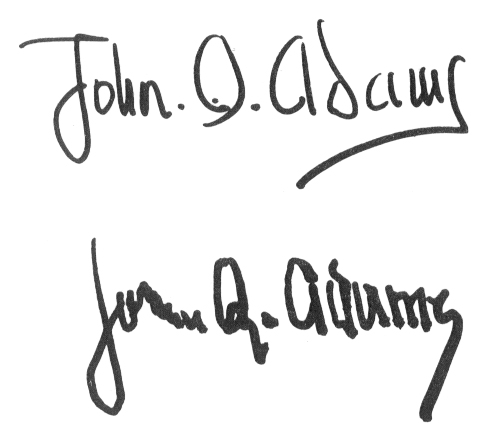
J.Q. Adams’ Signaturen

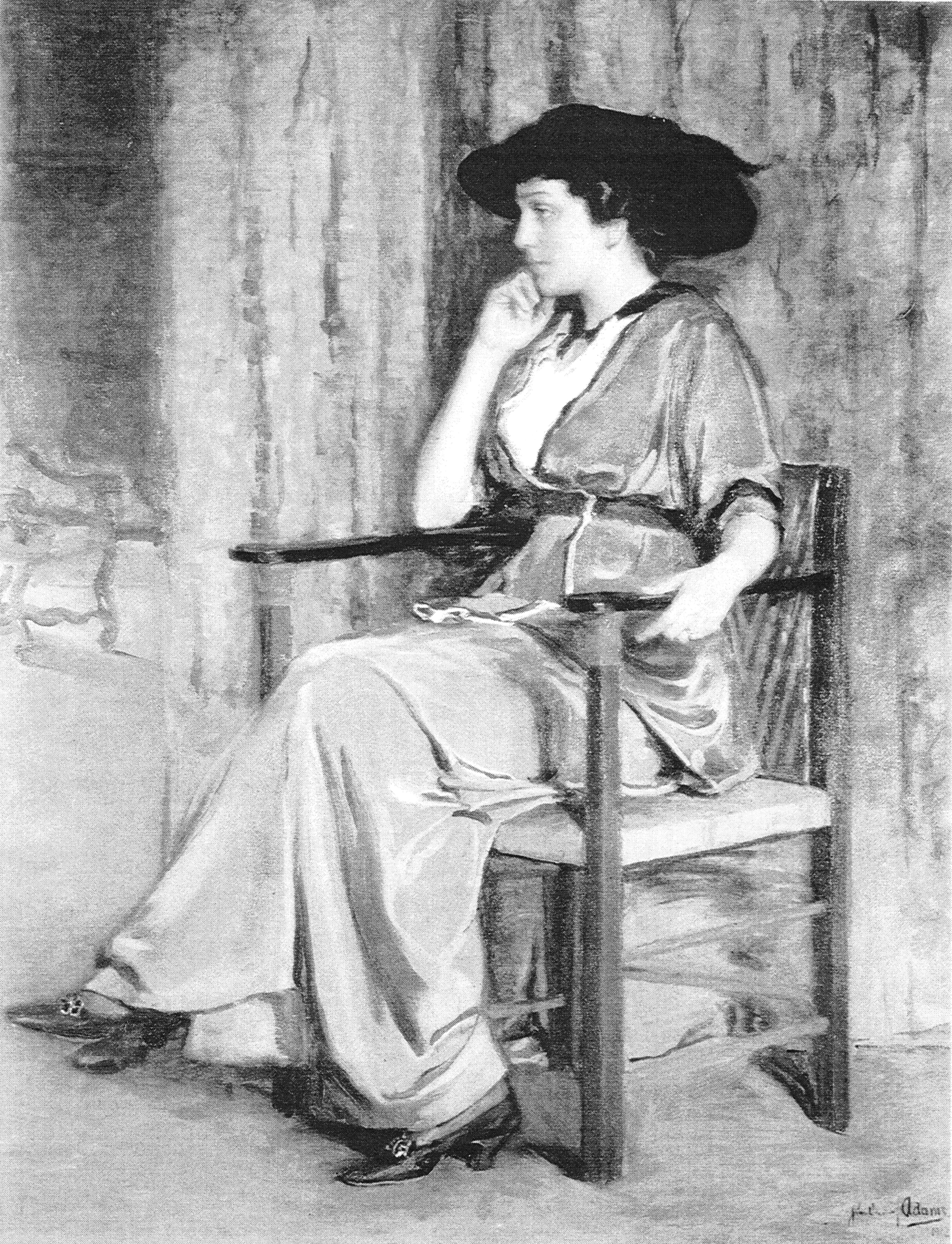
Porträt seiner Ehefrau Stefanie (J.Q. Adams 1912)

## Leben
John Quincy Adams war der Sohn des aus Boston in den USA stammenden, 1867 bis 1877 in Wien tätigen Heldentenors der Wiener Hofoper Carl Adams (1834–1900). Er erhielt seine Vornamen in Anlehnung an einen entfernten Verwandten, den 6. Präsidenten der Vereinigten Staaten, John Quincy Adams. Seine Mutter Nina Bleyer stammte aus Pest. Er hatte vier Geschwister: Charles V., Victoria D., Louise E., und Mary A.
Die Jugendjahre von 1878 bis 1884 verbrachte Adams bei seinen Eltern in den Vereinigten Staaten. Ab 1891 besuchte er in Wien die Malschule von Robert Scheffer und studierte dann ab 1893 an der Akademie der bildenden Künste Wien bei Siegmund L’Allemand und August Eisenmenger. Anschließend lernte er in München bei Carl von Marr und Johann Caspar Herterich sowie in Paris an der Académie Julian bei Jules Laurens und Jean-Joseph Benjamin-Constant. Prägend wurde aber der Einfluss von James McNeill Whistler in London auf seine Malerei. Studienreisen führten ihn in die Niederlande, nach Italien und Spanien.
Ab 1903 war Adams Mitglied des Künstlerhauses in Wien, an deren Ausstellungen er sich beteiligte. Er erhielt 1904 die Kleine Goldene Staatsmedaille, 1905 die Erzherzog-Karl-Ludwig-Medaille für das Porträt Frau Gretl Urban, und 1906 die Große Goldene Staatsmedaille in Wien für das Gemälde Wir müssen durch viele Trübsale in das Reich Gottes gehen und 1907 in Salzburg.
Während des Ersten Weltkrieges war er Mitglied der Kunstgruppe des k.u.k. Kriegspressequartiers und malte auf dem russischen, italienischen, serbischen und albanischen Kriegsschauplatz. Einige der Werke aus dieser Schaffensperiode befinden sich heute in den Sammlungen des Wiener Heeresgeschichtlichen Museums.
Die Sommerfrische verbrachte Adams häufig in Sankt Gilgen, wohin er sich ein Fertigteil-Holzhaus aus Schweden hatte liefern lassen, später übernommen von Alfred Gerstenbrand (1881–1977). Vermutlich hatte er auch Kontakt zur später sogenannten Zinkenbacher Malerkolonie.
Adams, dessen Atelier sich von 1917 bis 1931 in der Theresianumgasse befand, hielt sich oftmals auch in den USA auf, wo er großen Erfolg hatte. Kurz vor einer großen Ausstellung, zu der ihn das Pittsburgher Carnegie-Institut eingeladen hatte, starb der Künstler im Sanatorium Auerspergstraße in Wien.
Sein Ehrengrab befindet sich auf dem Wiener Zentralfriedhof (Gruppe 35D, Reihe 1, Nummer 28).
John Quincy Adams Tochter Harriet Adams, verheiratete Harriet Walderdorff, avancierte nach 1948 mit ihrem Salzburger Hotel Zum Goldenen Hirschen zu einer anerkannten Hotelierin, die 1963 zur Präsidentin der Österreichischen Hotelvereinigung gewählt wurde. 1986 initiierte sie in der Akademie der bildenden Künste eine Ausstellung über ihren Vater, die sein Schaffen als Porträtist zum Inhalt hatte.

## Werk
John Quincy Adams beschäftigte sich mit der Porträt-, Genre- und Landschaftsmalerei. Berühmt wurde er durch seine Porträts von Persönlichkeiten der Wiener Gesellschaft, von denen viele aber über das rein Porträthafte hinausgehen. Einen Skandal löste 1909 die Darstellung einer gynäkologischen Operation aus, die den Rahmen eines Gruppenporträts überstieg. Neben zahlreichen Bildern in Privatbesitz befinden sich Werke von Adams in der Österreichischen Galerie Belvedere und im Wien Museum.
Bekannte Werke:
- Totengebet im Trauerhaus zu Volendam, 1903
- Wir müssen durch viele Trübsale in das Reich Gottes gehen Triptychon nach holländischen Motiven, 1905
- Porträt Frau Gretl Urban, um 1905
- Bildnis der Frau des Künstlers (Österreichische Galerie), um 1905
- Kaiser Franz Joseph I., 1914
- Alfred Fürst Montenuovo, 1917
- Kaiser Karl, 1917
- Lebensfahrt
- Helene Odilon (Wien Museum)
- Paul Gautsch Freiherr von Frankenthurn (Theresianum)
- Karl Egon V. zu Fürstenberg, 1929

## Galerie

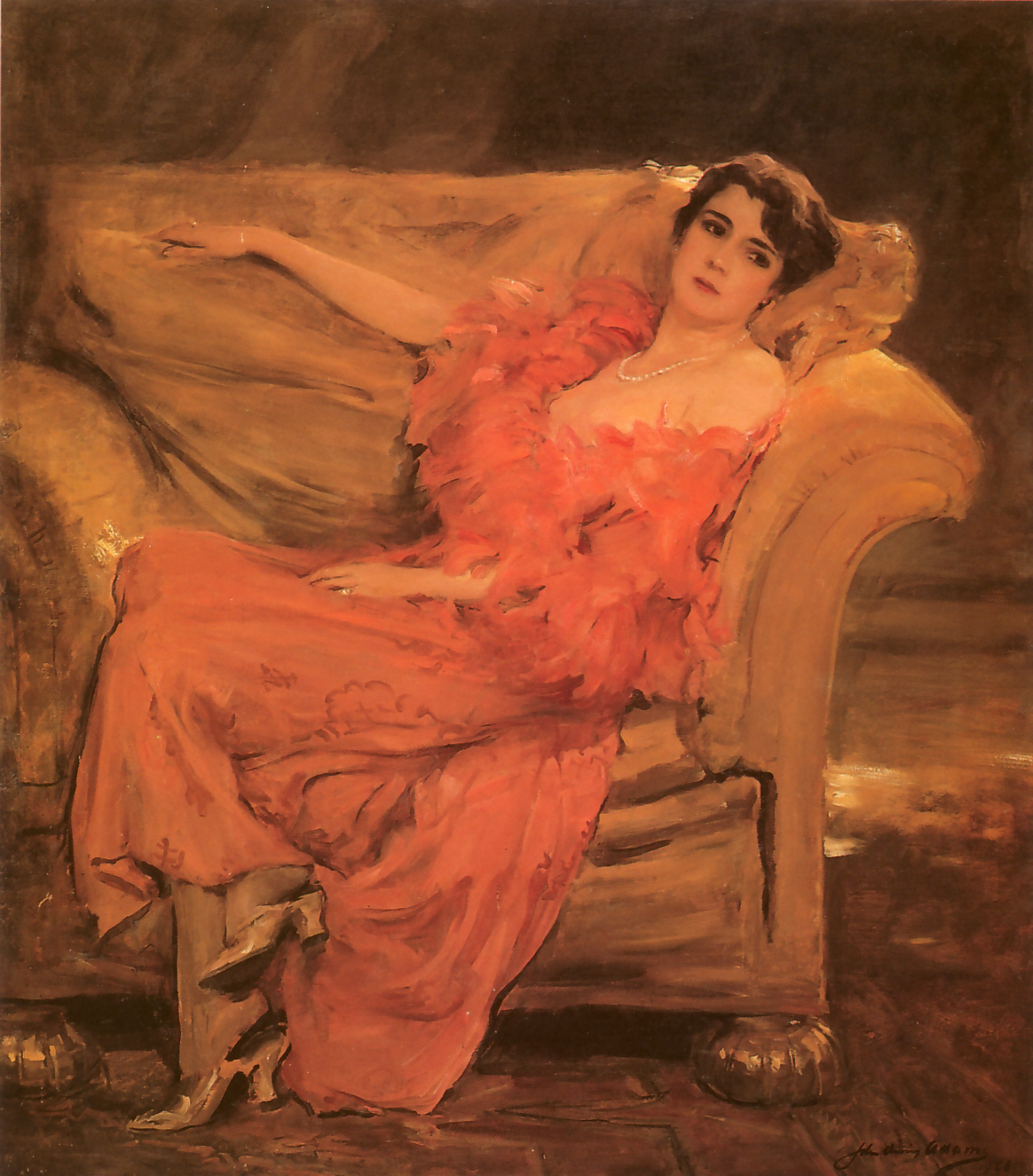
Luise Eisner, spätere Fürstin Odescalchi, (Wien, Belvedere, Inv. Nr. 5554) 1926
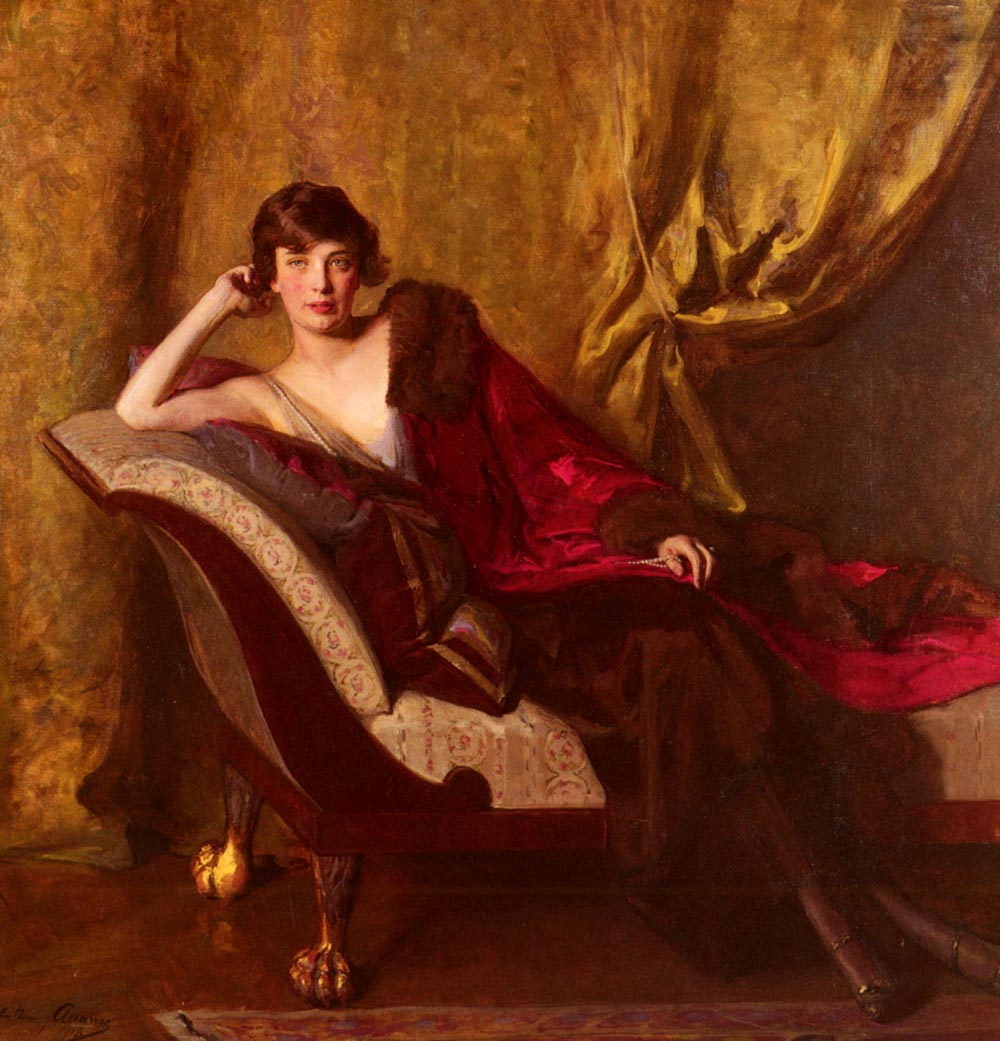
Gräfin Michael Karolyi, (Privatbesitz) 1918, Öl auf Leinwand, 180 × 175 cm
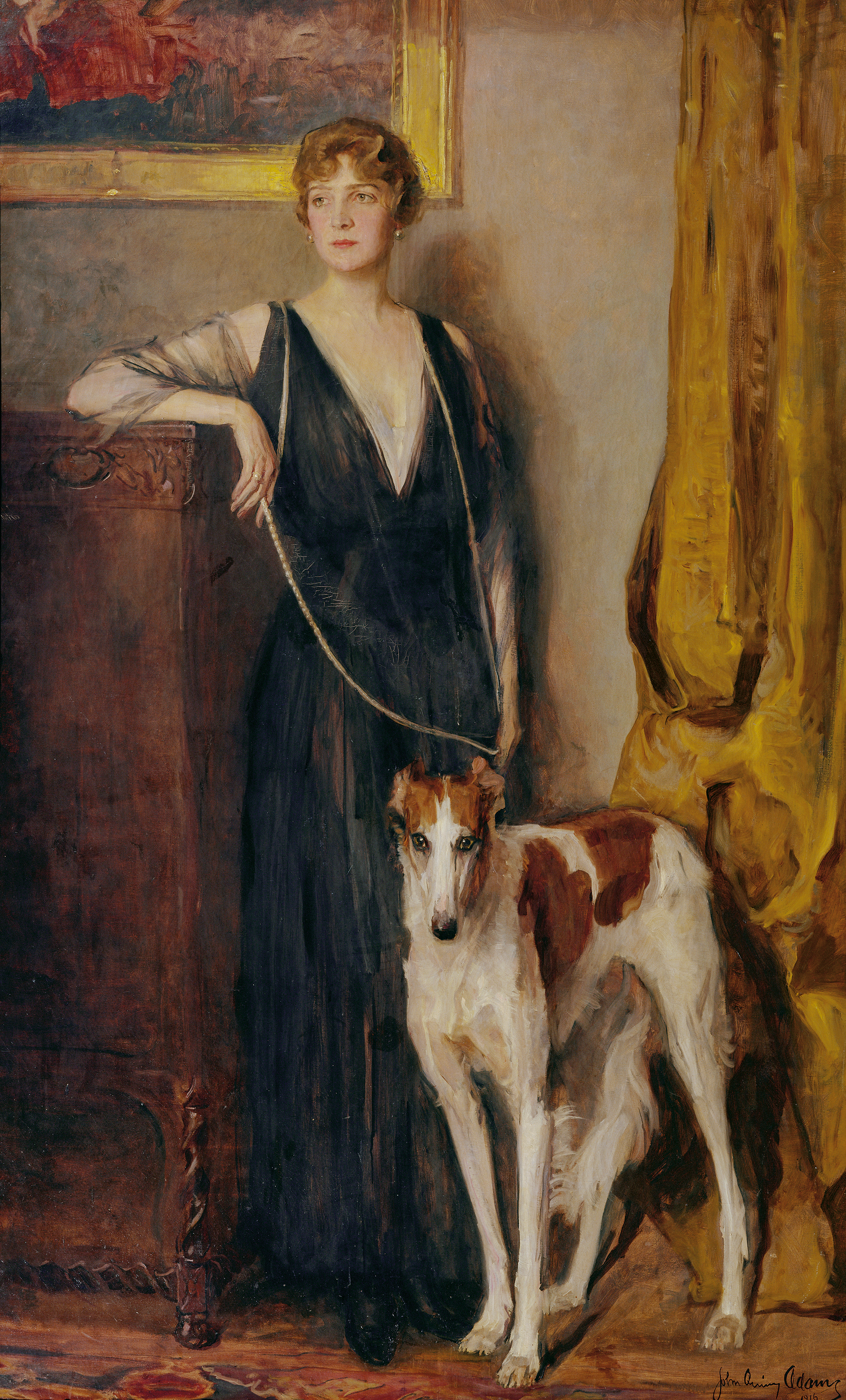
Baronin Kitty Rothschild, (Wien, Belvedere) 1916, Öl auf Leinwand, 215 × 128,5 cm
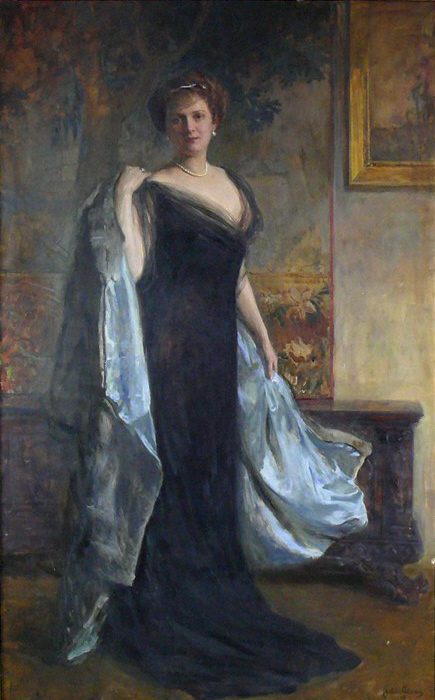
Amalia Edlinger, 1908
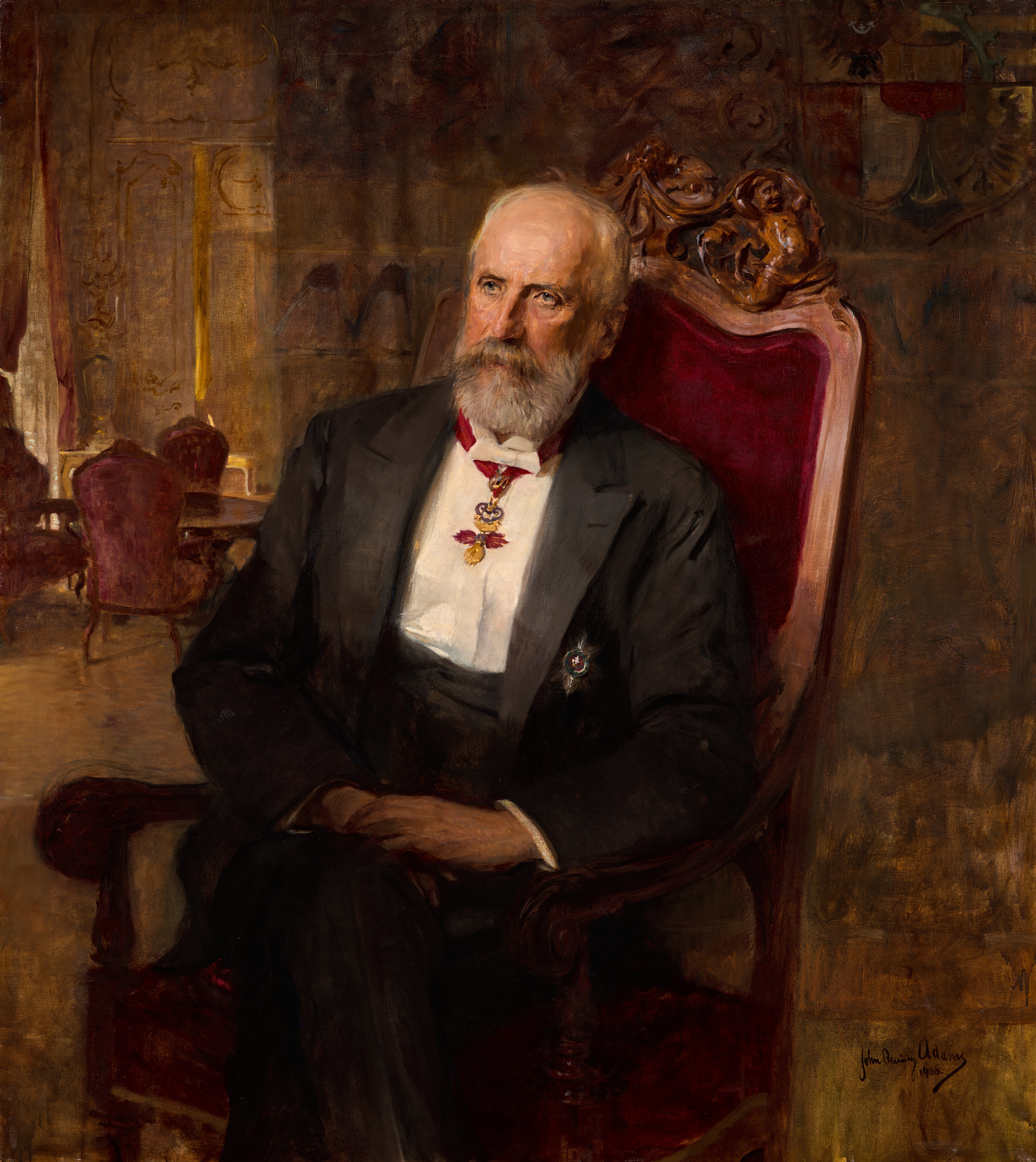
Johann II v Liechtenstein, 1908
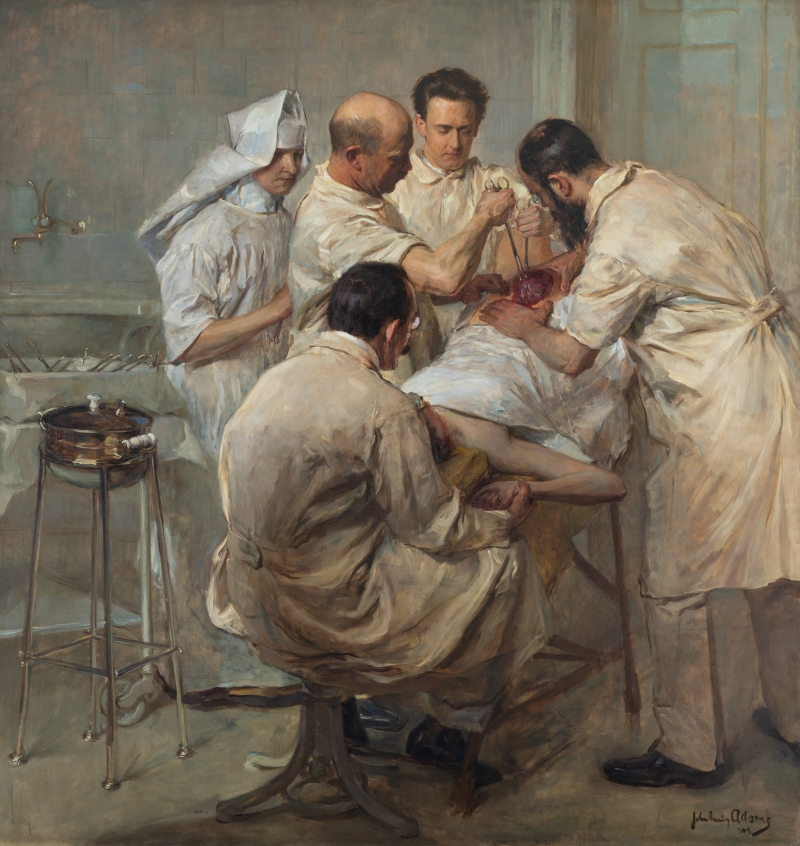
Wertheim bei einer Operation, 1907, Öl auf Leinwand